# Petiční výbor Věrni zůstaneme

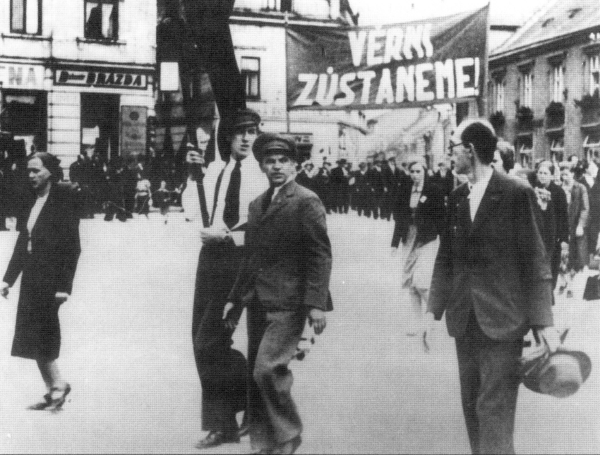
Kroměříž, 1938, ein Protestaufmarsch

Die Organisation Petiční výbor Věrni zůstaneme, deutsch Petitionsausschuss Wir bleiben treu, abgekürzt PVVZ, war eine sozialdemokratisch orientierte tschechische Widerstandsgruppe, die gegen die nationalsozialistische Besetzung der Tschechoslowakei während der Zeit des Protektorats kämpfte. Sie war aktiv in der Zeit von 1939 bis 1942. Ab 1940 war sie eine der drei Bestandteile der Dachorganisation ÚVOD.

## Geschichte und Tätigkeit
Am 15. Mai 1938 veröffentlichten führende Tageszeitungen in der Tschechoslowakei das Manifest „Věrni zůstaneme“ („Wir bleiben treu“), mit dem die tschechoslowakische Öffentlichkeit angesichts der drohenden Aggression durch das Deutsche Reich mobilisiert werden sollte. Das Manifest, das die Treue zu den Idealen der jungen Republik und zum Vermächtnis deren Gründers T. G. Masaryk postulierte, wurde initiiert und unterschrieben durch 308 bekannte meist linksgerichtete Intellektuelle, Wissenschaftler und Künstler, eine umfangreiche Unterschriftenaktion, die von mehr als einer Million Personen gezeichnet wurde, ist vom zu diesem Zweck entstandenen Ausschuss „Petiční výbor Věrni zůstaneme“ organisiert worden.
Unmittelbar nach der Besetzung der sogenannten Rest-Tschechei am 15. März 1939 reorganisierte sich der Ausschuss als eine Widerstandsgruppe. Der Ausschuss selbst wurde initiiert durch Mitarbeiter der sozialdemokratisch orientierten Dělnická akademie (Arbeiterakademie) sowie den „Unterstützungsausschuss für das demokratische Spanien“ (Výbor na pomoc demokratickému Španělsku), der Mitte der 1930er Jahre entstand und über 2000 tschechische und slowakische Interbrigadisten vereinte; nach und nach stoßen weitere linksgerichtete Intellektuelle und Demokraten, Gewerkschafter und Sozialdemokraten, aber auch Freimaurer und andere. Der Ausschuss hatte gute Kontakte und Helfer bei den Arbeitern der Eisenbahn- und Metallurgiebetriebe und der Post. PVVZ arbeitete auch eng mit der Widerstandsgruppe Obrana národa zusammen und war auf dem ganzen Gebiet des Protektorats aktiv.
Die Widerstandsgruppe konzentrierte sich auf nachrichtendienstliche Tätigkeit, indem er wichtige Informationen über die Lage im Protektorat an die Exilregierung in London per Funk und mit Kurieren lieferte; die Gruppe organisierte ferner auch Fluchtwege ins Ausland für Armeeangehörige, gab illegale Zeitungen aus, betrieb Sabotageakte usw.
Die Gruppe arbeitete eng zusammen mit den Widerstandsgruppen Obrana národa und Politické ústředí, mit denen sie Anfang 1940 die Dachorganisation ÚVOD gründete, wo sie durch Volfgang Jankovec und František Andršt vertreten war. Nachdem die zwei anderen Gruppen infolge von Verhaftungen durch die Gestapo stark geschwächt wurden, wurde Petiční výbor Věrni zůstaneme zum wichtigsten Bestandteil von ÚVOD. Die Gruppe PVVZ vereinigte in etwa 3000 Personen. Im Herbst 1942 wurde sie jedoch ebenfalls durch Verhaftungen betroffen und wurde praktisch zerschlagen.
Bereits Ende 1938 schloss sich dem Widerstand auch die Frauengruppe Ženská národní rada, welche dem Petiční výbor Věrni zůstaneme geschlossen beitrat.

## Programmatische Arbeit
Die Führung der Organisation verfasste 1941 das programmatische Dokument „Za svobodu, do nové ČSR“ (Für die Freiheit, in die neue Tschechoslowakei). Das Dokument, das illegal verbreitet wurde, war eine programmatische Vision der Nachkriegstschechoslowakei, die reformistisch-sozialistische Konzepte beinhaltete und umfangreiche sozial-ökonomische Reformen voraussetzte.

## Leitung der Organisation
Zu den führenden Persönlichkeiten gehörte insbesondere Josef Fischer, ferner Volfgang Jankovec, Vojtěch Čížek, František Andršt, Jaroslav Fukátko und Karel Josef Beneš sowie die später unter dem kommunistischen Regime hingerichtete Milada Horáková.